# 細腕烏賊
細腕烏賊又名細腕墨魚（学名：Sepia tenuipes）为烏賊科烏賊屬下的一个种。

## 扩展阅读
- 維基物種上的相關：細腕烏賊